# Quercus pagoda
Quercus pagoda là một loài thực vật có hoa trong họ Cử. Loài này được Raf. miêu tả khoa học đầu tiên năm 1838.

## Hình ảnh

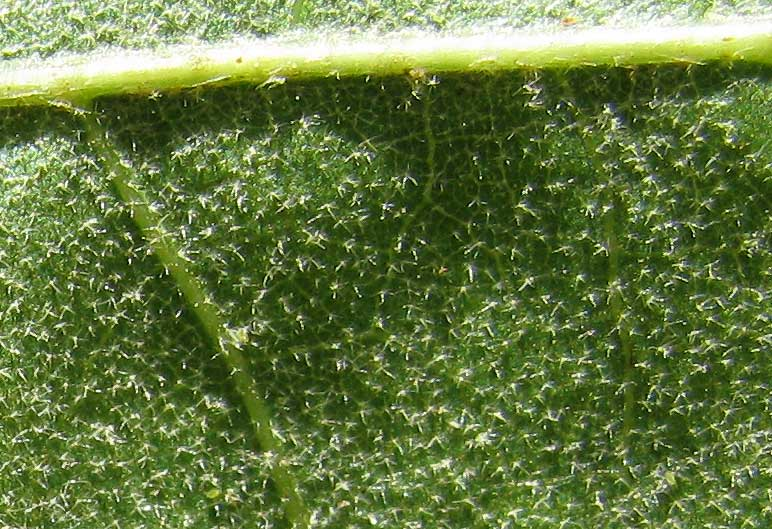
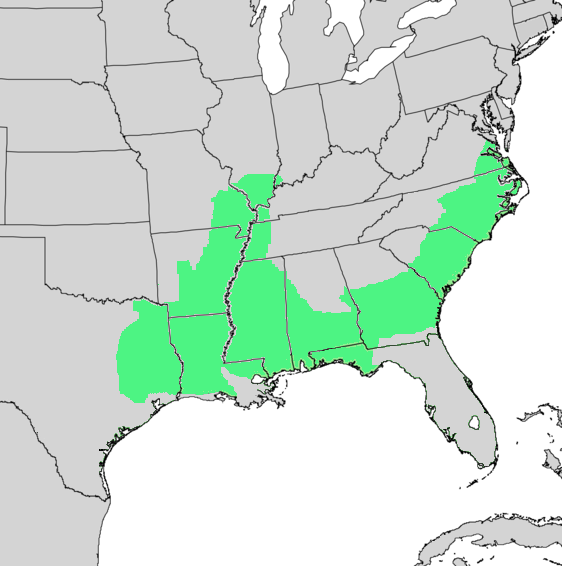